# Computus

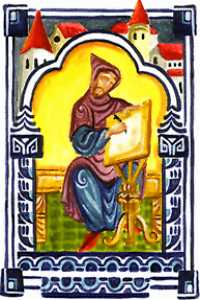
Dionisio el Exiguo inventó la era Anno Domini para calcular la fecha de Pascua.

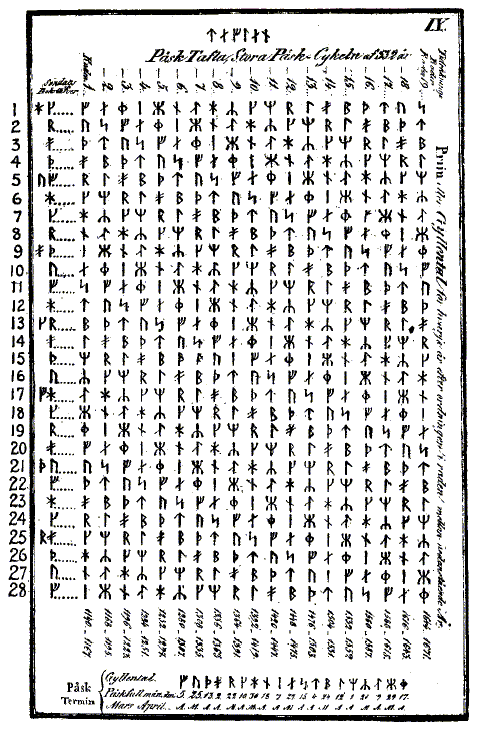
Tabla hallada en Suecia con las fechas de las Pascuas de los años 1140 al 1671 usando el calendario juliano, escritas en rúnico.

El Computus (una abreviatura del latín computus paschalis) es el cálculo de la fecha de Pascua. A principios del siglo IV había en la cristiandad una gran confusión sobre cuándo había de celebrarse la Pascua cristiana o Pascua de Resurrección, con motivo del aniversario de la resurrección de Jesús de Nazaret. Habían surgido en aquel momento numerosas tendencias o grupos de practicantes que utilizaban cálculos propios.

## Historia
El computus (paschalis) comenzó en el tercer siglo. El primer computista conocido (es decir, practicante del computus) fue Hipólito de Roma (hacia AD 220), que usó una tabla pascual conteniendo un ciclo pascual de 16 años.
El primer computista famoso fue Anatolio de Laodicea (hacia 260 d. C.), que inventó el ciclo lunar metónico de 19 años, que es una aplicación del ciclo metónico en el calendario juliano. Partiendo de las fechas llamadas fechas de la luna llena pascual de su versión de este ciclo computístico y haciendo uso del principio alejandrino del tercer siglo, según el cual el Domingo pascual es el primer domingo después de la luna llena pascual, era fácil determinar las fechas del citado domingo pascual. Finalmente otra versión de este ciclo computístico prevaleció en toda la cristiandad, sucesivamente por la vía de Teófilo de Alejandría, Annianus de Alejandría, Cirilo de Alejandría, Dionisio el Exiguo y Beda.
Ya en el concilio de Arlés del año 314, se obligó a toda la cristiandad a celebrar la Pascua el mismo día y que esta fecha habría de ser fijada por el papa, que enviaría epístolas a todas las iglesias del orbe con las instrucciones necesarias. Sin embargo, no todas las congregaciones siguieron estos preceptos.

### Concilio de Nicea
En el concilio de Nicea del año 325, se llega finalmente a una solución para este asunto. En él se estableció que la Pascua de Resurrección había de celebrarse cumpliendo determinadas normas:
- Que la Pascua se celebre en domingo por ser el día que resucitó Jesús.
- Que no coincida nunca con la Pascua judía, que se celebra independientemente del día de la semana (de esta manera se evitarían paralelismos o confusiones entre ambas religiones).[4]
- Que los cristianos no celebren nunca la Pascua dos veces en el mismo año. Esto tiene su explicación en que el año nuevo empezaba con el equinoccio primaveral, por lo que se prohibía la celebración de la Pascua antes del equinoccio real (antes de la entrada del Sol en Aries).

No obstante, siguió habiendo diferencias entre la Iglesia de Roma y la Iglesia de Alejandría, si bien el Concilio de Nicea dio la razón a los alejandrinos y se estableció la costumbre de que la fecha de la Pascua se calculaba en Alejandría, que lo comunicaba a Roma, la cual difundía el cálculo al resto de la cristiandad.
Pese a este acuerdo formal, las discrepancias continuaron por razones astronómicas. La Iglesia romana consideraba que el equinoccio de primavera era el 18 de marzo y para calcular la edad de la Luna (epacta) utilizaban un ciclo de 84 años. Los alejandrinos para el cálculo de la edad de la Luna usaban el famoso ciclo metónico de 19 años. Estas diferencias, y otras menores, hacían que en la Iglesia romana la Pascua nunca cayera con posterioridad al 21 de abril, mientras que en la alejandrina podía llegar a ser el 25.

### Dionisio el Exiguo
Finalmente, en el año 525, Dionisio el Exiguo convenció desde Roma a las autoridades pontificias de las bondades del cálculo alejandrino y se unificó al fin el cálculo de la Pascua cristiana.
Para el cálculo hay que establecer unas premisas iniciales:
- La Pascua ha de caer siempre en domingo, por ser el día que resucitó Jesús o Día del Señor (Dies Dominicus).
- Este domingo ha de ser el siguiente tras el primer plenilunio del Equinoccio de primavera (vernal) del hemisferio norte (boreal). Sin embargo, mientras este Equinoccio puede caer el 20 de marzo o el 21 de marzo, Dionisio fija un Equinoccio de primavera eclesiástico, cuya fecha es siempre el 21 de marzo, no correspondiéndose así con la realidad astronómica.
- Si este plenilunio cae en domingo, la Pascua se traslada al domingo siguiente para evitar coincidir con la Pascua judía.
- Se llama epacta a la edad lunar. En concreto interesa para este cálculo la epacta del año, la diferencia en días que el año solar excede al año lunar. O, dicho más fácilmente, el día del ciclo lunar en que está la Luna el 1 de enero del año cuya Pascua se quiere calcular. Este número, como es lógico, varía entre 0 y 29.

Antes de proseguir es preciso dejar claro que, en términos astronómicos, el equinoccio puede tener lugar el 20 o el 19 de marzo, si bien en el calendario gregoriano se establecen unas fechas astronómicas que, aún difiriendo ligeramente de las fechas astronómicas reales, son las que se emplean para el cálculo.
Así las cosas, queda claro que la Pascua de Resurrección no puede ser antes del 22 de marzo (en caso de que el 21 y plenilunio fuese sábado), y tampoco puede ser más tarde del 25 de abril (suponiendo que el 21 de marzo fuese el día siguiente al plenilunio, habría que esperar una lunación completa (29 días) para llegar al siguiente plenilunio, que sería el 18 de abril, el cual, si cayese en domingo, desplazaría la Pascua una semana para evitar la coincidencia con la pascua judía, quedando (18 + 7) el 25 de abril).
Si bien durante el Renacimiento se extrajeron tablas de cálculo para la Pascua en función del número áureo y otras más complejas, hoy en día la fórmula más sencilla de calcular esta fecha es mediante la fórmula desarrollada por el matemático Gauss.

## Cálculo
| 2021 | 4 de abril  |
| 2022 | 17 de abril |
| 2023 | 9 de abril  |
| 2024 | 31 de marzo |
| 2025 | 20 de abril |
| 2026 | 5 de abril  |
| 2027 | 28 de marzo |
| 2028 | 16 de abril |
| 2029 | 1 de abril  |
| 2030 | 21 de abril |

Definamos 10 variables, "a", "b", "c", "k", "p", "q", "M", "N", "d" y "e". Llamaremos "A" al año del que queremos calcular la Pascua.
a es el resto de la división {\displaystyle {\frac {A}{19}}},
b es el resto de la división {\displaystyle {\frac {A}{4}}},
c es el resto de la división {\displaystyle {\frac {A}{7}}},
k es el cociente de la división {\displaystyle {\frac {A}{100}}},
p es el cociente de la división {\displaystyle {\frac {13+8k}{25}}},
q es el cociente de la división {\displaystyle {\frac {k}{4}}},
M es el resto de la división {\displaystyle {\frac {15-p+k-q}{30}}},
N es el resto de la división {\displaystyle {\frac {4+k-q}{7}}},
d es el resto de la división {\displaystyle {\frac {19a+M}{30}}},
e es el resto de la división {\displaystyle {\frac {2b+4c+6d+N}{7}}}.
Si d+e<10, entonces la Pascua caerá en el día (d+e+22) de marzo. En caso contrario (d+e≥10), caerá en el día (d+e−9) de abril.
Existen dos excepciones a tener en cuenta: 
- Si la fecha obtenida es el 26 de abril, entonces la Pascua caerá en el 19 de abril.
- Si la fecha obtenida es el 25 de abril, con d=28, e=6 y a>10, entonces la Pascua caerá en el 18 de abril.

### Algoritmo de Butcher
Otra forma de calcular esta fecha es utilizando el algoritmo de Butcher, del «Almanaque Eclesiástico» de 1876. La ventaja con respecto al anterior es que no tiene excepciones y es válido para cualquier año posterior a 1583. La desventaja es que es algo más complejo. En este caso llamaremos "Y" al año cuya pascua queremos calcular. Al igual que el anterior, sólo es válido para el calendario gregoriano y se calcula como sigue:
A es el resto de la división {\displaystyle {\frac {Y}{19}}},
B es el cociente de la división {\displaystyle {\frac {Y}{100}}},
C es el resto de la división {\displaystyle {\frac {Y}{100}}},
D es el cociente de la división {\displaystyle {\frac {B}{4}}},
E es el resto de la división {\displaystyle {\frac {B}{4}}},
F es el cociente de la división {\displaystyle {\frac {B+8}{25}}},
G es el cociente de la división {\displaystyle {\frac {B-F+1}{3}}},
H es el resto de la división {\displaystyle {\frac {19A+B-D-G+15}{30}}},
I es el cociente de la división {\displaystyle {\frac {C}{4}}},
K es el resto de la división {\displaystyle {\frac {C}{4}}},
L  es el resto de la división {\displaystyle {\frac {32+2E+2I-H-K}{7}}},
M es el cociente de la división {\displaystyle {\frac {A+11H+22L}{451}}},
N=H+L–7M+114,
MES es el cociente de la división {\displaystyle {\frac {N}{31}}},
DÍA=1+(N mod 31) o bien 1+(N-(MES×31)).

#### Ejemplo
Para comprobar la fórmula, calcularemos la fecha del domingo de Resurrección del año 2007
A = 2007
a = resto de {\displaystyle {\frac {2007}{19}}} = 12
b = resto de {\displaystyle {\frac {2007}{4}}} = 3
c = resto de {\displaystyle {\frac {2007}{7}}} = 5
k = entero de {\displaystyle {\frac {2007}{100}}} = 20
p = entero de {\displaystyle {\frac {13+8*20}{25}}} = 6
q = entero de {\displaystyle {\frac {20}{4}}} = 5
M = resto de {\displaystyle {\frac {15-6+20-5}{30}}} = 24
N = resto de {\displaystyle {\frac {4+20-5}{7}}} = 5
d = resto de {\displaystyle {\frac {19*12+24}{30}}} = 12
e = resto de {\displaystyle {\frac {2*3+4*5+6*12+5}{7}}} = 5
Como d + e = 17 > 9, habremos de utilizar la segunda de las fórmulas (la correspondiente a abril), la cual da como resultado 8. El domingo 8 de abril de 2007 es domingo de Resurrección.
Siguiendo el mismo ejemplo con el algoritmo de Butcher, los resultados quedarían como sigue:
año = 2007
A = resto de {\displaystyle {\frac {2007}{19}}} = 12
B = cociente de {\displaystyle {\frac {2007}{100}}} = 20
C = resto de {\displaystyle {\frac {2007}{100}}} = 7
D = cociente de {\displaystyle {\frac {B}{4}}} = 5
E = resto de {\displaystyle {\frac {B}{4}}} = 0
F = cociente de {\displaystyle {\frac {20+8}{25}}} = 1
G = cociente de {\displaystyle {\frac {2007}{19}}} = 6
H = resto de {\displaystyle {\frac {19*12+20-5-6+15}{30}}} = 12
I = cociente de {\displaystyle {\frac {7}{4}}} = 1
K = resto de {\displaystyle {\frac {7}{4}}} = 3
L = resto de {\displaystyle {\frac {32+2*0+2*1-12-3}{7}}} = 5
M = cociente de {\displaystyle {\frac {12+11*12+22*5}{451}}} = 0
N = 12+5-7*0+114 = 131
MES= cociente de {\displaystyle {\frac {131}{31}}} = 4
DÍA= 1+(131 mod 31) = 1+7 = 8
En la siguiente tabla se pueden ver los resultados de una forma más gráfica
| Operación                   | Resultado | Cociente | Resto  |
| --------------------------- | --------- | -------- | ------ |
| año / 19                    | 105,631   | 105      | A = 12 |
| año / 100                   | 20,070    | B = 20   | C = 7  |
| B / 4                       | 5,000     | D = 5    | E = 0  |
| (B + 8) / 25                | 1,120     | F = 1    | 3      |
| (B − F + 1) / 3             | 6,666     | G = 6    | 2      |
| (19A + B − D − G + 15) / 30 | 8,400     | 8        | H = 12 |
| C / 4                       | 1,750     | I = 1    | K = 3  |
| (32 + 2E + 2I − H − K) / 7  | 2,714     | 2        | L = 5  |
| (A + 11H + 22L) / 451       | 0,563     | M = 0    | 254    |
| H + L −7M + 114             | N = 131   |          |        |
| N / 31                      | 4,225     | MES = 4  | 7      |
| 1+ N mod 31                 | DÍA = 8   |          |        |